# Kawanishi E7K
Kawanishi E7K (яп. 九四式水上偵察機 — Розвідувальний гідролітак Тип 94) — серійний розвідувальний поплавковий гідролітак Імперського флоту Японії періоду Другої світової війни.
Кодова назва союзників — «Альф» (англ. Alf)

## Історія створення
У лютому 1932 року командування ВПС Імперського флоту Японії видало замовлення «7-Shi» на розробку розвідувального гідролітака, який мав би замінити Kawanishi E5K. У конкурсі взяли участь фірми Kawanishi, Aichi та Nakajima. Проєкт E7N фірми Nakajima був відхилений зразу, проєкти фірм Kawanishi та Aichi (E7K та AB-6 відповідно) було вирішено реалізувати на практиці.
Перший прототип фірми Kawanishi був готовий у лютому 1933 року. Це був двопоплавковий гідролітак-біплан, оснащений двигуном водяного охолодження Hiro Type 91-1 потужністю 500 к.с. з дерев'яним дволопасним гвинтом. Екіпаж складався з 3 чоловік — пілота, спостерігача та стрільця-радиста, які розміщувались у відкритих кабінах. Озброєння складалось з трьох 7,7-мм кулеметів «тип 92»: один нерухомий для стрільби вперед, а два в рухомих установках в кабіні стрільця-радиста для стрільби уверх та вниз. На зовнішній підвісці можна було підвісити чотири 30-кг або дві 60-кг бомби.
У травні 1933 року пройшли порівняльні випробування літаків фірм Kawanishi та Aichi, які показали повну перевагу літака E7K, як за технічними характеристиками, так і за пілотажними. Але флот прийняв остаточне рішення через декілька місяців, коли був випробуваний другий прототип.
Зрештою, у травні 1934 року літак був запущений у серійне виробництво під назвою «Розвідувальний гідролітак Тип 94 Модель 1» (або E7K1 Модель 1). На перших літаках встановлювався той самий двигун, що і на прототипах, який згодом був замінений на Hiro Type 91-2 потужністю 600 к.с. (750 к.с. при зльоті) з чотирилопасним дерев'яним гвинтом.
У 1937 році була розроблена модифікація з радіальним двигуном повітряного охолодження Mitsubishi Zuisei 11 потужністю 870 к.с. та дволопасним металевим гвинтом. Випробування нової модифікації успішно пройшли у серпні 1938 року і через 3 місяці літак був запущений у виробництво під назвою «Розвідувальний гідролітак Тип 94 Модель 2» (або E7K1 Модель 2), яка згодом була замінена на E7K2 Модель 12.
Всього було випущено 530 літаків, у тому числі 57 фірмою «Ніппон Хікокі КК».

## Тактико-технічні характеристики (E7K2)

### Технічні характеристики
|                          | E7K1                         | E7K2                          |
| ------------------------ | ---------------------------- | ----------------------------- |
| Екіпаж                   | 3 особи                      | 3 особи                       |
| Довжина                  | 10,41 м                      | 10,5 м                        |
| Висота                   | 4,81 м                       | 4,85 м                        |
| Розмах крил              | 14 м                         | 14 м                          |
| Площа крил               | 43,60 м²                     | 43,60 м²                      |
| Маса пустого             | 1 970 кг                     | 2 100 кг                      |
| Маса спорядженого        | 3 000 кг                     | 3 300 кг                      |
| Навантаження на крило    | 68.8 кг/м²                   | 75.5 кг/м²                    |
| Двигуни                  | 1 × Hiro Type 91             | 1 × Mitsubishi Zuisei 11      |
| Потужність               | 600 к. с.                    | 870 к. с.                     |
| Питома потужність        | 4 кг/к.с.                    | 3.8 кг/к.с.                   |
| Максимальна швидкість    | 240 км/год (на висоті 500 м) | 276 км/год (на висоті 2000 м) |
| Крейсерська швидкість    | -                            | 185 км/год                    |
| Практична дальність      | -                            | 2 463 км                      |
| Максимальний час польоту | 12 год                       | 11.3 год                      |
| Практична стеля          | -                            | 7 060 м                       |
| Час набору висоти        | 3000 м за 10 хв. 45 с.       | 3000 м за 9 хв. 6 с.          |

### Озброєння
- Кулеметне
  - 1 x 7,7-мм кулемет «Тип 97»
  - 2 x 7,7-мм кулемети «Тип 92»
- Бомбове до 120 кг бомб

## Модифікації
- E7K1 — варіант з двигуном водяного охолодження Hiro Type 91 (600 к.с.)
- E7K2 — варіант з радіальним двигуном Mitsubishi Zuisei 11 (870 к.с.)

## Історія використання
Літаки E7K1 стали надходити на озброєння більшості великих кораблів (лінкорів та важких крейсерів) та плавучих баз гідролітаків. Вони швидко завоювали любов екіпажів за простоту в управлінні, а також за міцність та надійність конструкції.
В середині 1930-х років літак E7K1 привернув до себе увагу, коли здійснив безпосадковий політ з Йокосуки в Бангкок. На той час це було визначне досягнення, тим більше, що японська авіація вважалась застарілою.
У бойових діях E7K вперше взяли участь під час японсько-китайської війни. Вони вели розвідку та патрулювання, беручи участь в блокаді узбережжя Китаю. На початковому етапі війни вони застосовувались навіть як бомбардувальники та штурмовики.
На момент початку війни на Тихому океані літаки E7K1 вже були зняті з озброєння частин першої лінії. Літаки E7K2 базувались на авіаносцях «Тітосе», «Тійода», крейсерах «Мікума», «Фурутака», «Како», «Кітакамі», «Кума» та інших, а також на базах гідроавіації. Вони використовувались для розвідки, супроводу конвоїв та пошуку підводних човнів.Літаки E7K2 перебували в частинах першої лінії до 1943 року, після чого вцілілі екземпляри були передані в навчальні школи.
Крім того, ці літаки використовувались для різних експериментів — буксирувальника експериментального планера-мішені Yokosuka MXY3 та літака управління для літака-мішені Yokosuka MXY4, який запускався зі спеціальної трапеції, змонтованої над верхнім крилом.
На завершальному етапі війни, у квітні 1945 року літаки E7K залучались до атак камікадзе під час битви за Окінаву. При цьому вони оснащувались 250-кг бомбою. Але інформації про результати таких атак відомостей немає. Скоріш за все, застарілі тихохідні E7K були збиті американськими винищувачами ще задовго до підльоту до цілей.
Після завершення бойових дій вцілілі екземпляри E7K, які вже не мали ніякої цінності, були відправлені на злам.

## Оператори

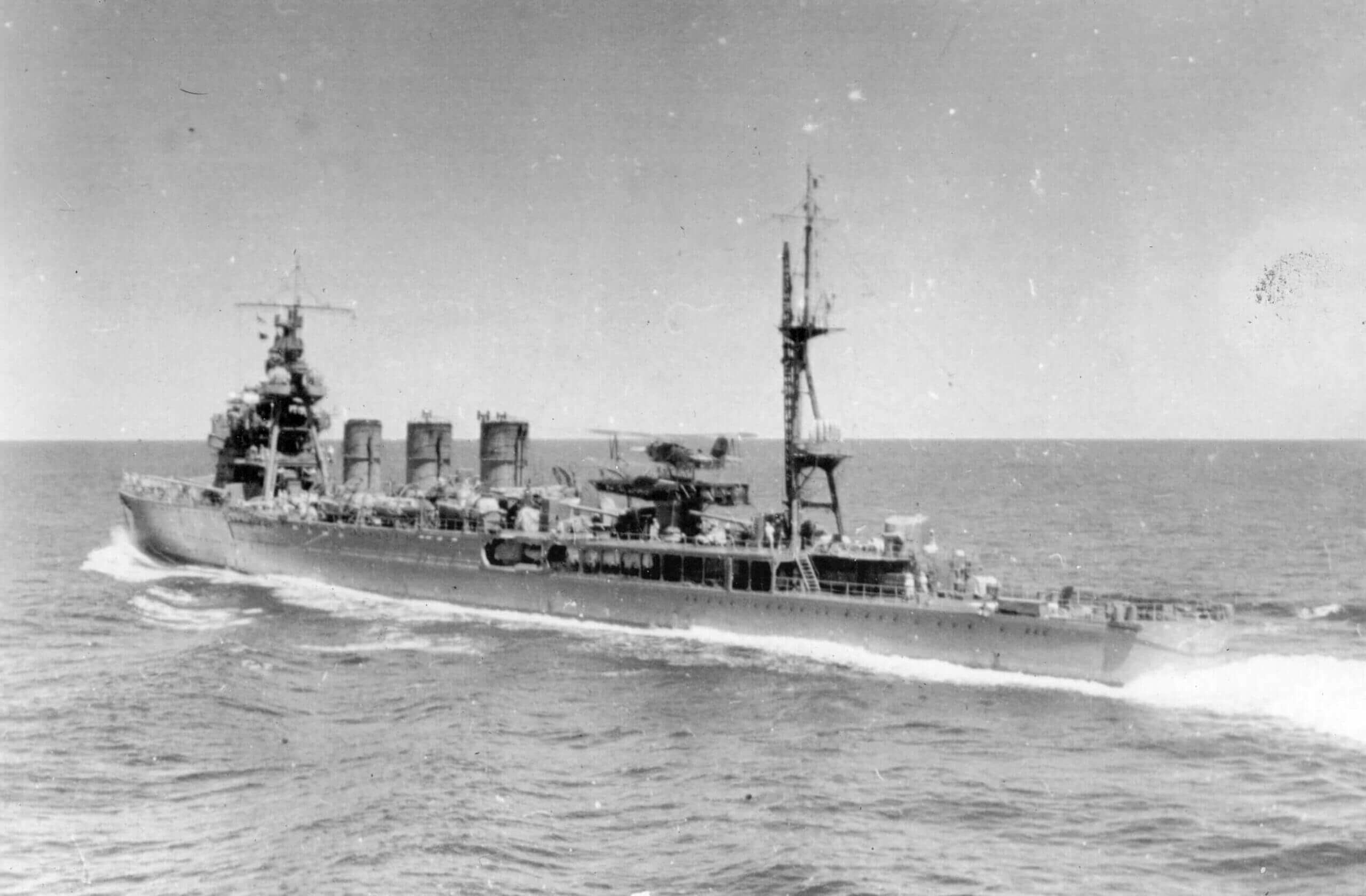
Крейсер Абукума. На верхній палубі помітно E7K в стані готовності до зльоту з катапульти.

Японська імперія
- Авіація імперського флоту Японії
  - 19-й авіазагін ВПС
  - Авіазагін Чінкай
  - Авіазагін Куре
  - Гідроавіаносець Тітосе
  - Гідроавіаносець Тійода
  - Важкі крейсери й лінкори